# Acta Pintériana
Az Acta Pintériana a Ferences Kutató Tanárok Tudományos Körének folyóirata. Ez a szervezet a Magyarok Nagyasszonya Ferences Rendtartomány fenntartásában működő intézmények tudományosan kvalifikált szakembereit fogja össze és a Ferences Alapítvány égisze alatt működik. A lap Pintér Ernő ferences szerzetesről (1942-2002), a szentendrei Ferences Gimnázium hajdani tanáráról, a nemzetközi hírű malakológus kutatóról kapta a nevét.
A folyóirat elsődleges célja, hogy bemutassa a tudományos kör tagjainak új kutatási eredményeit a szakmai közönség számára. Ezen felül szívesen közli minden olyan szerző cikkét, aki valamilyen módon (személyében vagy kutatási témájában) a ferencességhez vagy a ferences intézményekhez kapcsolódik. A lap bölcsészettudományi, természettudományi, filozófiai és teológiai tárgyú írásokat egyaránt bemutat, de különös hangsúlyt fektet az interdiszciplináris párbeszéd jegyében született tanulmányok közlésére.
Az Acta Pintériana elektronikus formában, évente egyszer jelenik meg. A lapban közölt írások a folyóirat weboldaláról szabadon letölthetők. A korábbi kötetek megtalálhatók a Magyar Tudományos Akadémia Könyvtárának Repozitóriumában. 